# Gentiana dschungarica
Gentiana dschungarica là một loài thực vật có hoa trong họ Long đởm. Loài này được Regel mô tả khoa học đầu tiên năm 1879.